# De Wraak van het Vrachtschip
De wraak van het Vrachtschip is een stripverhaal waarvan zowel tekst als afbeeldingen zijn gemaakt door Henk Kuijpers.

## Verhaal
Het album gaat verder waar De terugkeer van de Noorderzon is opgehouden. Franka volgt na een poging haar te vermoorden, de dader naar een ondergrondse loods. Ze treft daar de gebroeders Falegier die daar Barend Bief vasthouden. Op het moment dat Franka de situatie onder controle lijkt te hebben, duikt de opdrachtgeefster op, Lina Marcopolis houdt haar onder schot.
Op dat moment duikt de Noorderzon weer op in Oceanaqua terwijl Argos Atak een presentatie houdt op televisie om de gebeurtenissen met dit vrachtschip toe te lichten. Het schip schept het schip De Prima Donna, maar wordt door een helikopter van de kustwacht bij de haaientandriffen weer tot zinken gebracht. Ook markeren ze het spookschip.
Franka en Barend zijn inmiddels in de nacht langs de haven gevoerd. Door middels een snelle actie de aanvallers met benzine te overgooien, weten Barend en Franka te ontsnappen. Ze vluchten met Kid terug naar Oceanaqua.
De president heeft inmiddels het nieuws vernomen en reist af naar de vermeende locatie waar de Noorderzon zou zijn gestrand. De marker blijkt echter op een doos ballonnen te zijn geplaatst.
Op de weg terug vertelt Barend wat hij op de laatste tocht van het schip heeft meegemaakt. De boot zat vol criminelen en ander gespuis en nadat de lading kokers met ballonnen in Hongkong was opgehaald, vertrok 'De Noorderzon opnieuw. In de nacht betrapte Barend een kerel op het voorsteven. Door het donker was enkel een silhouet zichtbaar. Aangekomen op de plaats van de schaduw, was deze reeds verdwenen. Nadien probeerde hij de kapitein te waarschuwen, maar die wilde er niets van weten en na een flinke ruzie, werd Barend ontslagen van boord gestuurd.
Lina, Frits en Freek laten het er niet bij zitten en wanneer Franka op weg naar Oceanaqua een stop in Ashwad maakt, volgen zij niet lang daarna. Barend vliegt hiervandaan terug naar huis. Lina weet een doos aan boord te smokkelen en zodra het vliegtuig weer opstijgt, breekt Freek zich uit de doos los. Met een slaapgasbom wordt de hele bemanning bewusteloos gemaakt. Op het moment dat Freek de bewusteloze Kid probeert uit de deur te slepen, komt deze door de frisse lucht bij en sleept Freek met parachute mee het vliegtuig uit. Wanneer Franka uiteindelijk bijkomt, is de tank van het vliegtuig bijna leeg. Met veel moeite springen zij en Bars met een parachute uit het vliegtuig. Veilig op een eiland aangekomen, vinden ze de wrakstukken van hun laatste vervoermiddel. Ze maakt een SOS markering en kampvuur op het strand en verkent het eiland. Op een gegeven moment vliegt er een vliegtuig over en blijken alle signalen te zijn verborgen en gedoofd. Franka is niet alleen!
Terwijl Kid de hulptroepen inroept, is Freek in de gevangenis gezet. Lina besluit om hem op haar zwarte lijst te plaatsen.
Op het eiland loopt Franka Loloa tegen het lijf. Een tropische schone die gebroken Engels blijkt te spreken. Loloa heeft een sterke band met de natuur en de vogels van het eiland. Ze neemt Franka mee door de rots naar de krater waar zij met Midas Marcopolis een gezin heeft gesticht. Gezamenlijk hebben ze een zoontje dat ze Toba noemen.
Midas heeft het dossier dat Franka van hem had gelezen en vult de gaten in. Hij en Lina hadden een slecht huwelijk. Lina hield vooral van zijn geld en met de rederij was hij al zijn tijd kwijt. Op een gegeven moment dook Lina op in de haven, tegelijk daarmee werd zijn eerste schip, De Noorderzon, na lange tijd weer in de vaart genomen. Hij zond zijn vertrouweling Barend Bief mee en vond uit dat het schip zou worden weggebracht. Dat betekende eigenlijk dat het tot zinken zou worden gebracht. De lading was te hoog verzekerd en Lina was de eigenaresse daarvan, ze belazerde hem dus. Op het moment dat Barend van het schip werd gestuurd, meldde Midas zichzelf aan, niemand zou hem immers herkennen.
Loloa vult aan dat zij de verstekeling was die Barend die nacht had gezien. Zij is op een boot in de wateren van dit eiland geboren en is daar ook opgegroeid. Vandaar ook de band met de vogels. Na haar kostschool wilde ze terugkeren, maar door een grote storm waren haar ouders reeds overleden. Na een verschrikkelijke tijd in Hongkong, zocht ze een schip met deze regio als bestemming en klom aan boord. Na haar ontdekking vluchtte ze het ruim in. Pas toen het zinken reeds in gang was gezet werd ze ontdekt. Midas redde haar, maar de bemanning weet hen alsnog bewusteloos te slaan. Iedereen verlaat het schip en Loloa weet met een sloep de bewusteloze Midas naar het land te varen. Ze raakten verliefd en besloten in de krater te blijven.
Franka trekt de conclusie dat Lina de situatie moet hebben doorzien en met die reden Midas dood heeft laten verklaren om er met zijn geld vandoor te gaan. Franka heeft daarbij een plan de Noorderzon wraak te laten nemen. In drie weken weten ze met zijn drieën de wrakstukken tot een soort zeilboot om te bouwen. Met Loloa gaat Franka het vrachtschip zoeken. Na 16 dagen vinden ze het wrak op de zeebodem terug. Na een haai te hebben ontweken, opent Franka een doos met gigantische opblaasbare walvissen. Deze bevestigt ze aan het schip en heft deze zo naar het wateroppervlak, waarna ze hem op het strand laten lopen. Ze laat een fles met een blad papier achter tussen de scheepspaperassen en neemt afscheid van Loloa.
Nonchalant wandelt Franka de politiepost in Sanala, Oceanaqua binnen. Commissaris Noorderwind praat haar bij. De Noorderzon is opgedoken en tussen de papieren is een bekentenis van een zwaargewonde Midas teruggevonden die vertelt dat hij zijn vrouw schuldig acht aan zijn dood en haar bij deze onterft!
Lina is vanzelfsprekend ziedend en krijgt de politie op haar dak. Freek getuigt tegen haar en Franka schrijft de officiële versie van het rapport. Zij zal de enige zijn die de volledige waarheid kent. Op weg naar Moe Flon wordt ze aangevallen door Frits Falegier die ze, gered door een ballon, bewusteloos in een telefooncel achterlaat. In het café onder haar huis is een pakje afgegeven. Loloa heeft haar parels gestuurd als bedankje. Tot slot gaat de ballon in haar binnenzak af, maar alles is weer goed!

## Cast
Met naam genoemde karakters in volgorde van opkomst:
- Franka - Secretaresse
- Freek Falegier en Frits Falegier - De zoons van Frikko Falegier die wraak willen nemen voor wat Franka hun vader heeft aangedaan in Het misdaadmuseum
- Barend Bief - De enige getuige van de laatste tocht van de Noorderzon
- Lina Marcopolis - Lina is de weduwe en erfgename van de schatrijke reder Midas Marcopolis. Ze is een vals en verwend kreng en bedriegt Midas met de Noorderzon. Om haar bedrog verborgen te houden wil ze iedereen uit de weg ruimen die ermee te maken heeft gehad.
- Kapitein Barca - Een lokale schipper die in Oceanaqua op de Prima Donna vaart
- Argos Attak - De huidige president van Oceanaqua
- Kid Kangoeroe - De piloot die Franka eerder heeft geholpen
- Commissaris Noorderwind - Oud-commissaris van de Politie, tevens medewerker van het Misdaadmuseum.
- Loloa - De verstekeling waardoor Barend Bief van De Noorderzon werd afgestuurd die een relatie kreeg met Midas Marcopolis
- Midas Marcopolis - De voormalig miljonair die zich met zijn geliefde heeft teruggetrokken op een onbewoond eiland
- Toba - Het zoontje van Midas Marcopolis en Loloa
- Philip Factotum - Conservator en bibliothecaris van het Misdaadmuseum. Stereotiep verstrooid en naar eigen zeggen 'een weinig verziend en licht bijziend, en wat wazig op de middenafstanden'.

## Locaties
- Groterdam
- Oceanaqua
- Een eilandengroep in de buurt van Oceanaqua
- Ashwad